# Évron
Évron è un comune francese di 7 304 abitanti situato nel dipartimento della Mayenne nella regione dei Paesi della Loira.
È bagnato dal fiume Jouanne.

## Società

### Evoluzione demografica
Abitanti censiti

## Aneddoti
Evron è anche il nome di un popolo alieno dei fumetti di PKNA, PK2, PK-Pikappa e PKNE.